# ミハイル・ゴルトシュタイン
ミハイル・エマヌイロヴィチ・ゴリトシュテイン（ラテン文字転写：Mikhail Emanuilovich Goldstein；ロシア語: Михаил Эммануилович Гольдштейн（Mikhailo Emanuilovich Goldstein ; ウクライナ語: Михайло Еммануїлович Ґольдштейн), 1917年11月8日 オデッサ – 1989年9月7日 ハンブルク）はソビエト連邦出身のドイツのヴァイオリニスト・作曲家・音楽教師。ユダヤ系ウクライナ人であり、ミハイロ・ミハイロフスキー（Mikhailo Mykhailovsky）という筆名も持っていた。

## 経歴
生い立ち
1917年、ロシア帝国・オデッサで生まれた。4歳からヴァイオリン教育を受け、早くも5歳で神童としてデビューした。子供時代は、ピョートル・ストリャルスキー（ナタン・ミルシテインとダヴィド・オイストラフとの門人）に師事した。ヴァイオリニストとしてしばしば演奏会を開き、さらにバッハの《無伴奏ヴァイオリンのためのソナタとパルティータ》など、いくつかの録音も遺している。
しかしながら手の故障によりヴァイオリニストとしての道が断たれ、創作活動や教育活動に集中するようになった。1963年に全国作曲家同盟コンクールにおいてヴァイオリンとチェロのための作品などで3つの賞を得た。これについては、数点を偽名で提出していたらしいといわれている。この出来事の後で政治的な立場がいっそう危うくなり、1964年にソ連を去った。
ソ連出国後
ソ連出国後は、東ベルリン経由でウィーンやエルサレム、ロンドンを遍歴した。1969年に西ドイツに落ち着き、ハンブルク高等音楽学校のヴァイオリン科教授として活動し、数多くの演奏家を輩出した。1984年に教育活動や社会貢献に対して、西ドイツ政府より連邦功労十字章を授与された。
「クリコフスキーの《交響曲 第21番》」や「バラキレフの《即興曲（Expromt）》」「グラズノフの《アルバムの一葉》」といった偽作を創り出した。この他、残されていたスケッチを元にボロディンの《チェロソナタ》の未完のフィナーレを補筆している。

## 家族・親族
- 弟：ブーシャも著名なヴァイオリン奏者である。同じくドイツに亡命した。

## 参考資料
- Сорокер, Я., Євреї в музиці України - Сучасність, 2 (286), лютий, 1995, cc.54-65.
- Гольдштейн М., Записки музыканта. Франкфурт-на-Майне, 1970 г.(ゴリドシュテイン M.『音楽家略記』フランクフルト・アム・マイン、1970年)
- Полищук, Ян., Гений или злодей. "Литературная газета" , 1959 г.(ポリシュク ヤン「天才あるいは罪人」『文学雑誌』1959年)
- Музыкальная подделка. В кн.: Энциклопедический музыкальный словарь, Москва, 1966 г., c. 331.(偽作について：『音楽辞典』モスクワ、1966年、p.31記載)